# Nami Tamaki
Pour les articles homonymes, voir Tamaki (homonymie).
Nami Tamaki (玉置成実, Tamaki Nami) est une chanteuse japonaise née le 1er juin 1988 dans la préfecture de Wakayama, qui débute à 15 ans en 2003.
Elle est connue en occident pour ses chansons utilisées comme génériques de séries anime, notamment Gundam Seed Destiny avec Reason (ending 1), Gundam Seed avec les chansons Believe (opening 3) ou Realize (opening 4), D.Gray-man avec la chanson Brightdown (opening 2) et Kiba avec Santuary. Elle est également connue pour ses chorégraphies entraînantes, ses formations de cœurs avec ses mains dans ses clips, mais aussi par ses prestations live mémorables (notamment celui du Gundam Seed Festival). En 2006, elle tourne, en tant que rôle secondaire, Lovely Complex, dans le rôle de Nobuko Ishihara. Elle a déjà plusieurs albums à son actif, mais après une année sans singles, elle change de maison de disques fin 2008, passant de Sony Music à UNIVERSAL-Japon.

## Discographie

### Singles
Sony Music Japan
1. Believe (23 avril 2003) (Opening 3 de l'anime Gundam Seed)
2. Realize (24 juillet 2003) (Opening 4 de l'anime Gundam Seed)
3. Prayer (12 novembre 2003)
4. Shining Star ☆Wasurenai Kara☆ (28 janvier 2004)
5. Daitan ni Ikimashou ↑Heart & Soul↑ (14 juillet 2004)
6. Reason (10 novembre 2004) (Ending 1 de l'anime Gundam Seed Destiny)
7. Fortune (26 janvier 2005) (musique du jeu vidéo Radiata Stories)
8. Heroine (6 avril 2005)
9. Get Wild (2 novembre 2005)
10. My Way / Sunrize (24 mars 2006)
11. Result (3 mai 2006) (Ending 1 de l'anime Gundam Seed Destiny: édition spéciale)
12. Sanctuary (7 juin 2006) (Opening 1 de l'anime Kiba)
13. Cross Season (14 mars 2007)
14. Brightdown (29 août 2007) (Opening 2 de l'anime D.Gray-man)
15. Winter Ballades (26 décembre 2007)

Universal Music Japan
1. Give Me Up (25 mars 2009) (Ending 5 de l'anime Yatterman)
2. Friends! (29 juillet 2009)
3. Moshimo Negai Ga (14 octobre 2009)
4. Omoide Ni Naru No? (17 février 2010)
5. Missing You ~Time To Love~ feat. KWANGSOO, JIHYUK, GEONIL (12 janvier 2011)

Teichiku Records
1. Lady Mind (25 janvier 2012)
2. Paradise (10 octobre 2012)
3. Real (17 avril 2013)

Warner Home Video
1. Vivid Telepathy (19 novembre 2014)
2. Everlasting Love (3 juin 2015)

### Albums
Sony Music Japan
Albums
1. Greeting (25 février 2004)
2. Make Progress (11 mai 2005)
3. Speciality (12 juillet 2006)
4. Don't Stay (23 avril 2008)

Compilation
1. Graduation ~Singles~ (29 novembre 2006)

Album Remix
1. Reproduct Best (25 mars 2009)

Universal Music Japan
Albums
1. STEP (24 février 2010)
2. Ready! (23 février 2011)

Album Cover
1. NT Gundam Cover (25 juin 2014)

### Compilations
- [2003. 09. 26] Mobile Suit Gundam SEED COMPLETE BEST (#4 Believe, #6 Realize, #11 Believe -FREEDOM G CONTROL MIX-, #13 Realize -EVERLASTING MIX-)
- [2003. 10. 24] Jpop CD (#7 Believe)
- [2004. 03. 19] Popjapan. tv (#8 Believe)
- [2004. 04. 14] THE JAPAN GOLD DISC AWARD 2004 (#8 Believe)
- [2004. 08. 04] TEENAGE POP (#7 Shining Star ☆Wasurenai Kara☆)
- [2005. 09. 28] Diva (#14 Heroine)
- [2005. 11. 02] Mobile Suit Gundam SEED DESTINY COMPLETE BEST (#2 Reason, #11 Reason -NYLON Stay Cool Mix-)
- [2006. 01. 25] HIT STYLE (#3 Reason)
- [2006. 01. 25] HIT STYLE DVD ~Brand New Clips~ (#15 Reason)
- [2006. 01. 25] MATCHY TRIBUTE (#4 Blue Jeans Memory)
- [2006. 03. 08] 14 Princess ~PRINCESS PRINCESS CHILDREN~ (#1 Growing Up ~ode to my buddy~)
- [2006. 03. 14] Anime nAtion NO6 (#2 Realize-KZ Strictly/Uptempo Mix-)
- [2006. 09. 05] THE VERY BEST OF J-POP Vol. 3 (#7 Realize)
- [2006. 12. 20] TV Anime Kiba Original Soundtrack Vol. 1 (Sanctuary (TV-Size) )
- [2007. 08. 22] Hime Trance 3 (#22 Believe)
- [2007. 08. 22] Music Conductor A・T (#3 Future Step)
- [2007. 12. 19] D. Gray-man Original Soundtrack 2 (#1 Brightdown (TV size) )
- [2007. 12. 19] LUNA SEA MEMORIAL COVER ALBUM -Re : birth- (#3 STORM)
- [2008. 03. 26] 39 AnimexMusic Collaboration '02-'07 (CD1 #3 Believe, #5 Realize, CD2 #4 Reason)
- [2008. 09. 24] D.Gray-man COMPLETE BEST (#4 Brightdown)
- [2009. 07. 08] Ghibli meets Lovers Reggae (#1 JAZZIDA GRANDE feat. Nami Tamaki - Tonari no Totoro)
- [2010. 02. 24] GUNDAM SONGS 145 (Disc 7 #4 Believe, #6 Realize; Disc 8 #2 Reason, #8 Result)

## Photobooks
- Yasashiku Hajikeru Piano Solo Greeting (30 mars 2004)
- TN (26 janvier 2005)
- Yasashiku Hajikeru Nami Tamaki / Piano Collection (22 décembre 2005)
- NamiKore (ナミコレ) (24 mars 2006)
- Body&Beauty ~essay & exercise~ (19 mars 2007)
- Gekkan NEO Nami Tamaki (月刊NEO 玉置成実) (24 février 2011)

## Awards
- Nouvelle Artiste de l'année (2004) au "18th Japan Gold Disc Award".

## Filmographie

### Drama&Films
- Lovely Complex (2006) : Nobuko Ishihara
- Sweet Charity (20??): Charity